# 川南关木通
川南关木通（学名：Isotrema austroszechuanicum）是马兜铃科关木通属的一种植物，是中国的特有植物。分布于中国的重庆、贵州和四川。
叶片革质,心形至圆形。上部花被管短于下部花被管; 檐部裂片密被紫红色斑点;喉口红棕色, 夹杂淡黄色。